# Lagnäset
Lagnäset är ett naturreservat i Bjurholms kommun i Västerbottens län.
Området är naturskyddat sedan 2017 och är 95 hektar stort. Reservatet omfattar en sträcka av Öreälven och mark väster därom. Reservatet består av slåtterängar och blandbarrskog med inslag av lövträd.